# Zachte kaaszwam
De Zachte kaaszwam (Leptoporus mollis) is een schimmel uit de familie Irpicaceae. De leeft saprotroof op dood naaldhout.

## Kenmerken

### Uiterlijke kenmerken
De vruchtlichamen zijn met de zijkant gehecht aan de ondergrond, soms uitgespreid. Vruchtlichamen groeien meestal afzonderlijk en hebben een hoefijzer- of kegelvorm met afmetingen van 1 × 3 × 2 cm, soms langwerpig en plankachtig. Het bovenvlak is aanvankelijk glad, later gerimpeld, witroze of licht roodpurper, bij oudere vruchtlichamen purperbruin. De hymenofoor is eerst witachtig, daarna lichtrood, bruin tot donkerbruin. De poriën variëren van rond tot veelhoekig, met 3-4 per mm. De context is zwak gelaagd, aanvankelijk crème tot rozeachtig van kleur, later licht roze-bruin, zacht en sponsachtig, met een dikte tot 7 mm. De buislaag is tot 1 cm dik en verschilt qua kleur van de context - donker purperbruin.

### Microscopische kenmerken
Deze kaaszwam heeft een monomitisch hyfensysteem. De generatieve hyfen zijn gesepteerd en zelden vertakt, met een dikte van 2,5-5 μm. De trama heeft vergelijkbare hyfen en bevat ook hyfen met lange cellen en talrijke olieachtige insluitsels. Cystidia en andere onvruchtbare hymeniumelementen ontbreken. De basidia hebben vier sterigmata en meten 16-20 × 4-5 μm, met een gesp aan de basis. De sporen zijn worstvormig, hyaliene, glad, niet-amyloïde en meten 5-6 × 1,5-2 μm.

## Verspreiding
In Nederland komt de zachte kaaszwam zeer zeldzaam voor. Hij staat op de rode lijst in de categorie 'Bedreigd'.